# Király B. Izabella
Király B. Izabella (született Skultéty Izabella) (Abony, 1944. október 10. –) magyar politikus, kertészmérnök, volt országgyűlési képviselő (Magyar Demokrata Fórum), volt pártelnök (A Magyar Érdek Pártja).

## Életpályája
Édesapja testnevelő tanár, később művelődésiház igazgató volt. Király B. Izabella a budapesti Kertészeti Egyetemen szerzett kertészmérnöki képzettséget. A gyes alatt angol nőiszabó szakvizsgát tett, majd 10 éven át mellékfoglalkozású iparosként dolgozott. Vizsgázott néptáncoktató.
1990-ben az országgyűlési választáson az MDF Pest megyei listáján szerzett mandátumot. Király B. Izabella nyilvánosan tiltakozott a magyar-ukrán alapszerződés megkötése ellen; bírálta, hogy Magyarország a kárpátaljai autonómia kikötése nélkül minden területi követéléséről lemondott.
1993. június 15-ével kivált az MDF parlamenti frakciójából. Előbb független képviselő volt, majd Pilisszentlászlón alapítója volt A Magyar Érdek Pártja nevű pártnak, amelynek az elnöke lett. Tagjainak bizonyos kijelentései alapján a pártot gyakran neonácinak illetve neofasisztának nevezték. Miután a Magyar Érdek Pártja több országgyűlési választáson nem szerzett mandátumot, 2005-ben megszűnt.
Utoljára a 2018-as országgyűlési választások idején találkozhatott a nyilvánosság a nevével, amikor egy interjúban azt nyilatkozta, hogy ő a Magyar Kétfarkú Kutya Pártra fog szavazni, és másokat is buzdít rá.